# Acasta River
Acasta River är ett vattendrag i Kanada.   Det ligger i territoriet Northwest Territories, i den centrala delen av landet, 3 300 km nordväst om huvudstaden Ottawa. Acasta River ligger vid sjön Little Crapeau Lake.
Trakten runt Acasta River är nära nog obefolkad, med mindre än två invånare per kvadratkilometer.